# Lithosia ratonella
Lithosia ratonella là một loài bướm đêm thuộc phân họ Arctiinae, họ Erebidae.